# Castello Morosini-Grimani
Il Castello Morosini-Grimani è un monumento medievale di Svetvinčenat, situato nell'entroterra della penisola istriana nell'omonima località.

## Storia

### Origini e costruzione
Le prime testimonianze dell’esistenza di un castello a Svetvinčenat (in croato istriano Savičenta, in italiano Sanvincenti) risalgono al Medioevo. Durante quest’epoca, la regione dell'Istria era suddivisa tra diverse entità politiche, tra cui il Patriarcato di Aquileia, la Repubblica di Venezia e il Sacro Romano Impero. Il territorio su cui sorge Svetvinčenat era strategicamente importante, trovandosi lungo la rotta commerciale tra l'entroterra e la costa istriana. Di conseguenza, si rese necessaria la costruzione di una fortificazione per proteggere la cittadina e i suoi abitanti dalle invasioni nemiche e dai saccheggi.
Nonostante il primo nucleo del castello sia datato già al XII secolo, la struttura come la vediamo oggi prese forma principalmente durante il Rinascimento, quando fu ricostruito su un precedente complesso medievale. Nel 1589, la famiglia nobile Grimani, una delle più influenti della Serenissima Repubblica di Venezia, acquistò il castello e avviò un’importante ristrutturazione. La ricostruzione fu affidata agli architetti veneziani che trasformarono il castello in una struttura fortificata di grande eleganza, mantenendo al tempo stesso la funzione difensiva.

### L'epoca veneziana
Durante il periodo veneziano, il castello di Svetvinčenat, oggi noto come castello Morosini-Grimani, visse una fase di grande trasformazione e consolidamento. Nel 1467 passò dalla famiglia de Castro-Pola (feudataria di Svetvinčenat e dei suoi dintorni dal XIII secolo) ai Morosini dalla Sbarra, che completarono la fortificazione nel 1485, trasformandola in un importante esempio di architettura rinascimentale in Istria. Successivamente, nel 1589, la famiglia Grimani di San Luca acquisì il castello tramite matrimonio (unione tra Morosina Morosini e Marino Grimani), avviando nuove ristrutturazioni dopo un incendio nel 1586. Sotto il controllo dei Grimani, la struttura non serviva solo come roccaforte difensiva ma anche come centro amministrativo e residenza signorile. Le solide mura, le torri angolari e il fossato resero il castello una fortezza strategica contro le incursioni ottomane e austriache, contribuendo alla difesa della Repubblica di Venezia. Il castello, che rimase sotto il controllo dei Grimani per oltre due secoli, conobbe un periodo di relativa stabilità, sebbene la pace fosse talvolta interrotta da guerre e insurrezioni locali. Tra i danni subiti, particolarmente rilevante fu l'incendio del 1616, che distrusse parte degli interni del castello. Nonostante le difficoltà, il castello mantenne il suo ruolo chiave fino alla caduta della Repubblica di Venezia, continuando a testimoniare il potere delle famiglie nobiliari e l'importanza strategica della regione istriana.

### Declino e abbandono
Dopo la caduta della Repubblica di Venezia nel 1797, con il Trattato di Campoformido, i territori veneti e la regione dell'Istria passarono dai francesi sotto il controllo dell'Impero Austriaco, e il castello perse gran parte del suo ruolo strategico. Nel corso del XIX secolo, il castello Grimani-Morosini entrò in una fase di declino. Non essendo più utilizzato come residenza né come struttura difensiva, fu progressivamente abbandonato e cadde in rovina.
Durante questo periodo, il castello fu parzialmente saccheggiato e molte delle sue decorazioni e arredi andarono persi o furono trasferiti in altre residenze nobiliari. Le sue torri e mura furono lasciate al degrado, con alcuni crolli strutturali dovuti al tempo e alla mancanza di manutenzione.

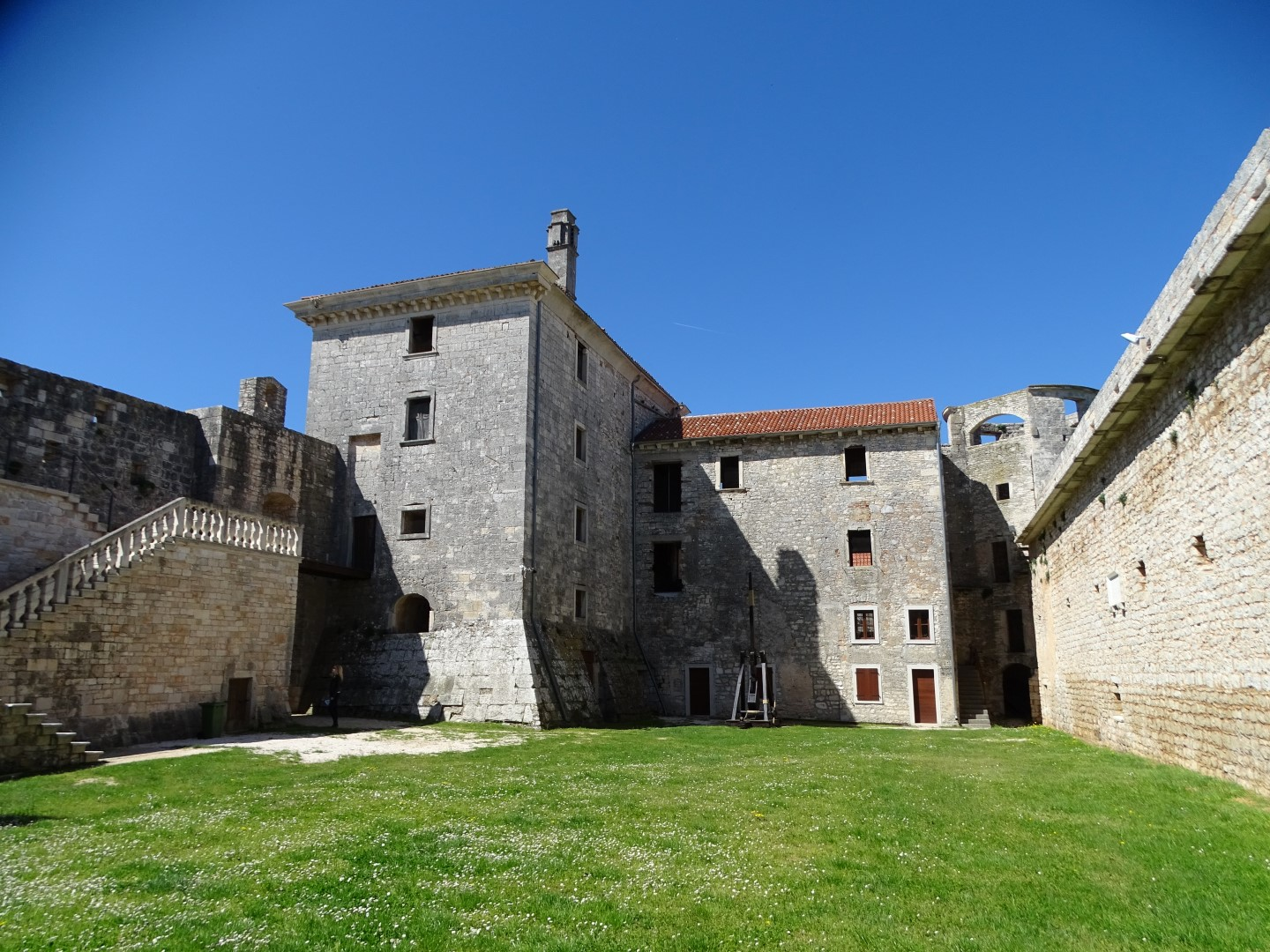
foto del cortile interno del castello

### Il XX secolo e la rinascita
All'inizio del XX secolo,le autorità austriache si dedicarono alla protezione dei monumenti storici della zone attraverso l'azione della Commissione Centrale per la Protezione dei Monumenti (nello specifico si evidenzia l'opera del commissario per l'Istria, Anton Gnirs). Dopo la Prima Guerra Mondiale, Svetvinčenat e l'Istria furono annessi al Regno d'Italia, e successivamente passarono alla Jugoslavia dopo la Seconda Guerra Mondiale. Il castello Grimani-Morosini rimase in uno stato di abbandono per gran parte del secolo, sebbene alcune opere di restauro fossero iniziate già nel dopoguerra.
Negli anni '60 e '70, il governo jugoslavo iniziò un progetto di restauro per recuperare parte della struttura, con l'obiettivo di conservare questo importante patrimonio storico. Dopo il restauro, il castello fu aperto al pubblico e destinato a diventare un'attrazione turistica e un centro culturale. Le mura, le torri e il cortile interno furono restaurati, permettendo ai visitatori di ammirare l'imponente struttura.

## Architettura del castello
Il Castello Grimani-Morosini è un esempio significativo di architettura rinascimentale fortificata. Di pianta quadrata, il castello è caratterizzato da tre grandi torri angolari e un cortile interno. Le mura, alte e massicce, erano concepite per resistere agli assedi, mentre il fossato che un tempo circondava la struttura garantiva un'ulteriore protezione contro gli attacchi nemici.
Le torri, una delle quali fungeva da mastio, sono dotate di merlature e feritoie che permettevano ai difensori di sorvegliare e proteggere il castello. La porta principale del castello è sormontata da uno stemma della famiglia Grimani, testimonianza dell'importanza della famiglia durante il periodo veneziano.
All'interno del castello si trova un ampio cortile, che durante l’epoca medievale e rinascimentale fungeva da spazio per le attività quotidiane degli abitanti, oltre a essere utilizzato per scopi difensivi.

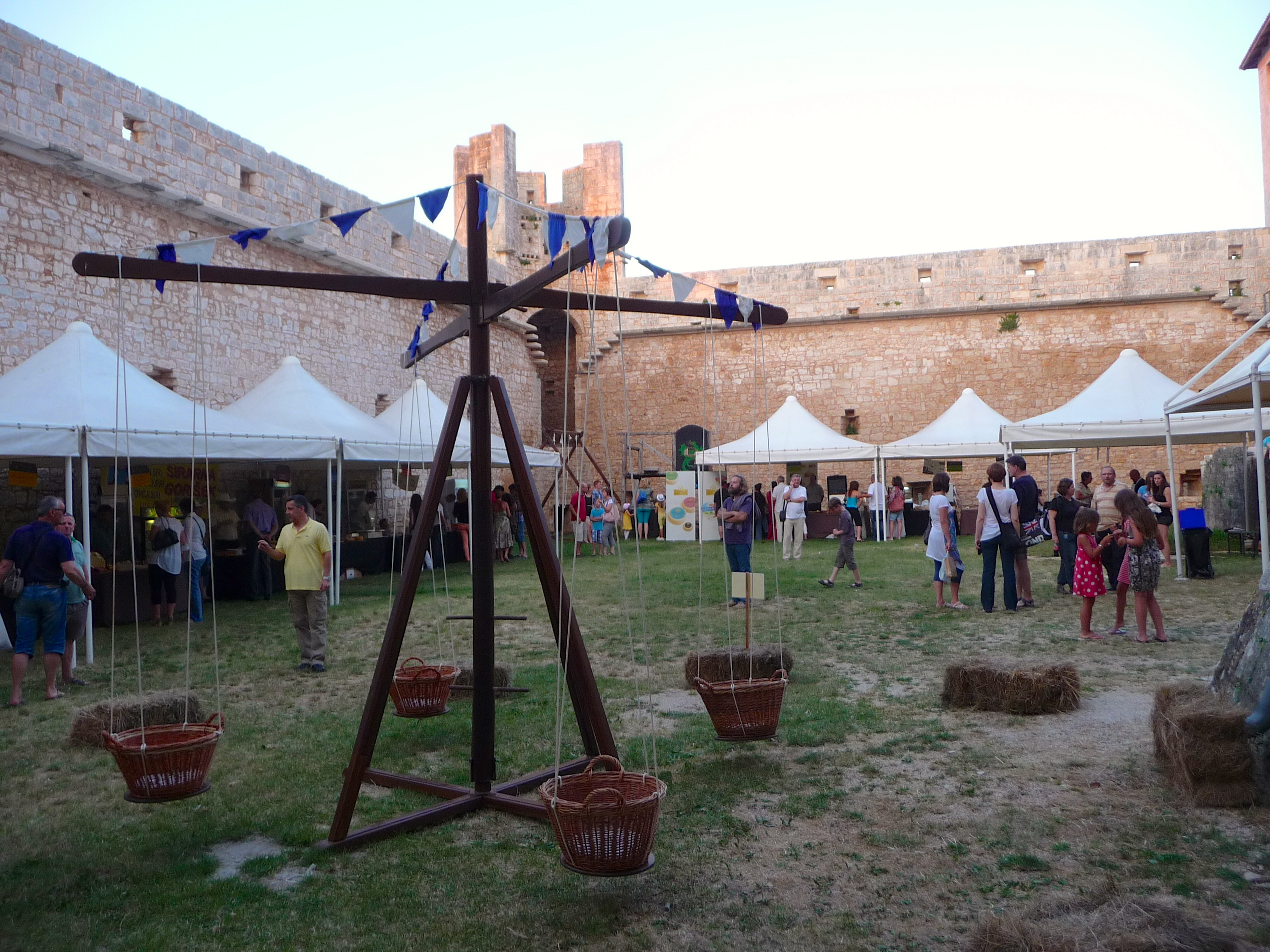
Fotografia dell'interno del castello durante il Festival Medievale di Svetvinčenat che si tiene annualmente.

## Il castello oggi
Oggi il Castello Grimani-Morosini di Svetvinčenat è uno dei monumenti più importanti dell'Istria. Oltre a rappresentare un raro esempio di architettura rinascimentale in Croazia, il castello è il centro di numerose attività culturali, tra cui mostre, concerti e manifestazioni storiche. Il castello ospita eventi come il Festival Medievale di Svetvinčenat, durante il quale vengono ricostruite scene di vita quotidiana dell'epoca, con costumi e rievocazioni storiche che attirano numerosi visitatori da tutta Europa.
Il castello è stato sottoposto a ulteriori interventi di restauro negli ultimi decenni, con l'intento di preservarne l'integrità e valorizzarne la storia. L'interno del castello è visitabile e include diverse sale espositive che raccontano la storia della famiglia Grimani e della cittadina di Svetvinčenat, oltre a illustrare le vicende politiche e militari che hanno interessato la regione.